# Sofiologie

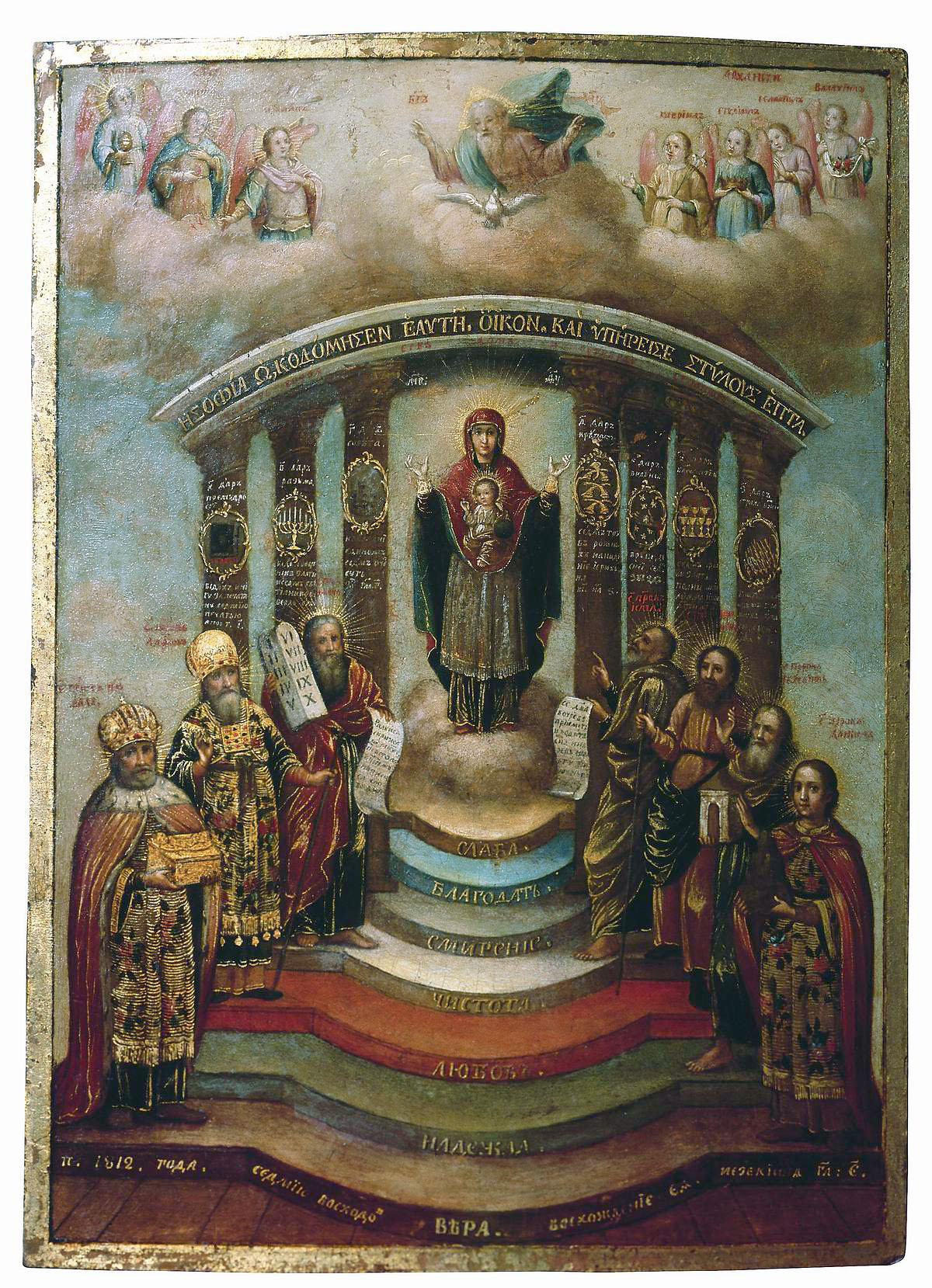
Ukrajinská (kyjevská) ikona, Theotokos jako Sophia, Svatá Moudrost, 1812

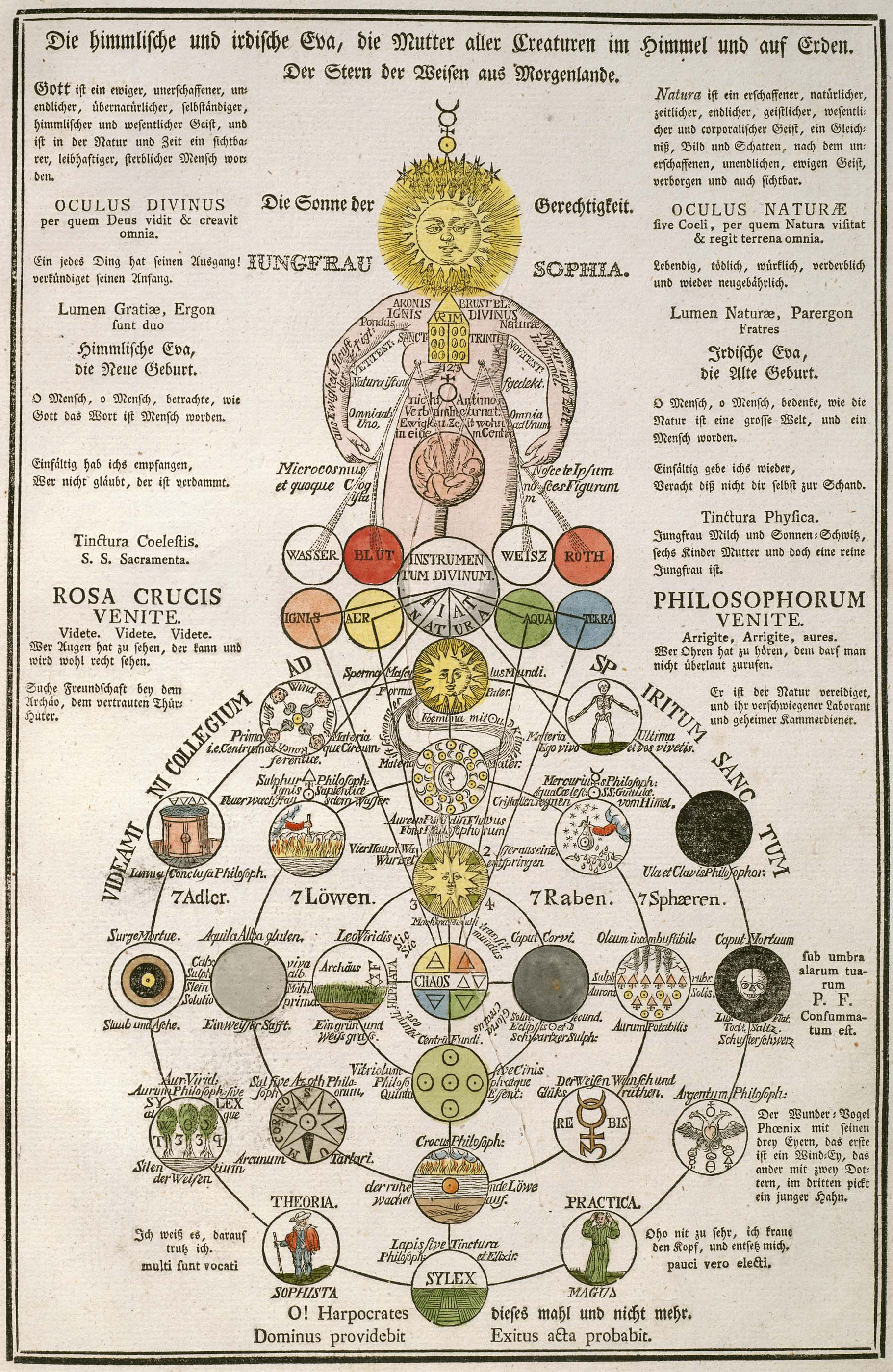
Mystické zobrazení Sophie, z knihy Geheime Figuren der Rosenkreuzer, Altona, Hamburk, 1785

Sofiologie (řecky Σοφία – sophia, moudrost a λογία – logie, nauka) je filosofická nauka týkající se moudrosti usilující o syntézu věd, umění a náboženství. Vladimir Solovjov ji označuje jako celistvou nauku, která syntetizuje všechny prameny poznání: smyslovou zkušenost, racionální filosofii i mystické zjevení. Sofiologie má své kořeny v helénistické tradici, v platonismu, křesťanské mystice a jejich odvozeninách (Hildegarda z Bingenu (1098–1179), Jakob Böhme (1575–1624), Jane Leade (1624–1704)), v esoterickém křesťanství (Rosekruciáni), v pravoslavné církvi, u ruských teologů devatenáctého a dvacátého století (Sergej Bulgakov ovlivněný Vladimírem Solovjovem, Nikolaj Berďajev), v spiritualitě New Age, stejně jako v současném feminismu. Někteří vidí Sophii jako samotné božstvo, další ji vidí jako Kristovu nevěstu, jiní zase jako ženský aspekt Boha reprezentující moudrost a jiní jako teologickou koncepci odkazující na moudrost Boží. Člověk, který se tímto oborem zabývá, je sofiolog.

## Pansofie
Pansofie je věda či filosofický směr, jenž se snaží skrze poznání a zahrnutí všech vědních oborů harmonizovat svět. Prosazoval jej Jan Amos Komenský, který jej v díle Všeobecná porada o nápravě věcí lidských označil jako cestu k nápravě současného konfliktního světa. Konkrétní Pansofia je latinský název (řeckého původu) třetí knihy díla De rerum humanarum emendatione consultatio catholica (v českém překladu: Obecná porada o nápravě věcí lidských), kterou napsal při svém pobytu v Nizozemí v závěru svého života Jan Amos Komenský. Řecké slovo pan znamená vše či všezahrnující, sofia znamená moudrost. Proto slovo Pansofia sám Komenský vykládá jako Všeobecná moudrost.

## Štúrovci
Na Slovensku Štúrovci vytyčili cíl rozvíjet slovanskou vědu, která je druhem sofiologie. Její přední vlastností je celostnost, spojuje hmotné i duchovní vědění. Směřuje k syntéze a nejen k analýze, překonává jednostrannosti anglického empirismu i německého racionalismu. Racionální vědecké myšlení, umělecký smysl pro krásno i zušlechťující mravní vůle se v ní harmonicky kloubí v jeden celek. Tuto moudrost vnímají personifikovaně a oslovují ji jako „nebeská devica“, „tatranská Minerva“, „slovanská Aténa“. Příchod takové moudrosti bude spjat s nástupem slovanské epochy v herderovské postupnosti kultur a předpokladem k ní je zvláštní vloha slovanů – „duchovní oko“, něco jako vnitřní patření pravzorů.
Slovanská věda Štúrovců nebo Bronisława Trentowského zůstala z největší části neuskutečněným ideálem, hodnocena pozdějšími generacemi jako dobový prožitek romantismu. Psali o ní zejména Jozef Miloslav Hurban a Peter Kellner-Hostinský.